# Alpesisí az 1980. évi téli olimpiai játékokon
Az 1980. évi téli olimpiai játékokon az alpesisí versenyszámait február 14. és 23. között rendezték a Whiteface Mountain-en.

## Éremtáblázat
(A rendező nemzet eltérő háttérszínnel, az egyes számoszlopok legmagasabb értéke, vagy értékei vastagítással kiemelve.)
| Az 1980. évi téli olimpiai játékok éremtáblázata alpesisíben | Az 1980. évi téli olimpiai játékok éremtáblázata alpesisíben | Az 1980. évi téli olimpiai játékok éremtáblázata alpesisíben | Az 1980. évi téli olimpiai játékok éremtáblázata alpesisíben | Az 1980. évi téli olimpiai játékok éremtáblázata alpesisíben | Olimpia  |
| ------------------------------------------------------------ | ------------------------------------------------------------ | ------------------------------------------------------------ | ------------------------------------------------------------ | ------------------------------------------------------------ | -------- |
|                                                              | Ország                                                       | Arany                                                        | Ezüst                                                        | Bronz                                                        | Összesen |
| 1.                                                           | Liechtenstein (LIE)                                          | 2                                                            | 2                                                            | 0                                                            | 4        |
| 2.                                                           | Ausztria (AUT)                                               | 2                                                            | 1                                                            | 1                                                            | 4        |
| 3.                                                           | Svédország (SWE)                                             | 2                                                            | 0                                                            | 0                                                            | 2        |
|                                                              |                                                              |                                                              |                                                              |                                                              |          |
| 4.                                                           | NSZK (FRG)                                                   | 0                                                            | 2                                                            | 0                                                            | 2        |
| 5.                                                           | Egyesült Államok (USA)                                       | 0                                                            | 1                                                            | 0                                                            | 1        |
|                                                              |                                                              |                                                              |                                                              |                                                              |          |
| 6.                                                           | Svájc (SUI)                                                  | 0                                                            | 0                                                            | 3                                                            | 3        |
| 7.                                                           | Franciaország (FRA)                                          | 0                                                            | 0                                                            | 1                                                            | 1        |
| 8.                                                           | Kanada (CAN)                                                 | 0                                                            | 0                                                            | 1                                                            | 1        |
|                                                              |                                                              |                                                              |                                                              |                                                              |          |
| Összesen                                                     | Összesen                                                     | 6                                                            | 6                                                            | 6                                                            | 18       |

## Érmesek

### Férfi
| Az 1980. évi téli olimpiai játékok érmesei férfi alpesisíben |                                     |         |                                     |         |                                |         |
| Versenyszám                                                  | Arany                               | Arany   | Ezüst                               | Ezüst   | Bronz                          | Bronz   |
| Lesiklás                                                     | Leonhard Stock · Ausztria (AUT)     | 1:45,50 | Peter Wirnsberger · Ausztria (AUT)  | 1:46,12 | Steve Podborski · Kanada (CAN) | 1:46,62 |
| Műlesiklás                                                   | Ingemar Stenmark · Svédország (SWE) | 1:44,26 | Phil Mahre · Egyesült Államok (USA) | 1:44,76 | Jacques Lüthy · Svájc (SUI)    | 1:45,06 |
| Óriás-műlesiklás                                             | Ingemar Stenmark · Svédország (SWE) | 2:40,74 | Andi Wenzel · Liechtenstein (LIE)   | 2:41,49 | Hans Enn · Ausztria (AUT)      | 2:42,51 |

### Női
| Az 1980. évi téli olimpiai játékok érmesei női alpesisíben |                                        |         |                                         |         |                                     |         |
| Versenyszám                                                | Arany                                  | Arany   | Ezüst                                   | Ezüst   | Bronz                               | Bronz   |
| Lesiklás                                                   | Annemarie Moser-Pröll · Ausztria (AUT) | 1:37,52 | Hanni Wenzel · Liechtenstein (LIE)      | 1:38,22 | Marie-Theres Nadig · Svájc (SUI)    | 1:38,36 |
| Műlesiklás                                                 | Hanni Wenzel · Liechtenstein (LIE)     | 1:25,09 | Christa Kinshofer-Güthlein · NSZK (FRG) | 1:26,50 | Erika Hess · Svájc (SUI)            | 1:27,89 |
| Óriás-műlesiklás                                           | Hanni Wenzel · Liechtenstein (LIE)     | 2:41,66 | Irene Epple · NSZK (FRG)                | 2:42,12 | Perrine Pelen · Franciaország (FRA) | 2:42,41 |